# Pierre Magnol
Pierre Magnol (ur. 8 czerwca 1638 w Montpellier, zm. 21 maja 1715 tamże) – francuski botanik, od którego nazwiska pochodzi nazwa magnolii.

## Życiorys
Wychował się w rodzinie religijnego aptekarza w tradycji kalwinizmu. Zamierzał zostać lekarzem, podjął studia medyczne i botaniczne na Uniwersytecie w Montpellier. Studia skończył w 1659 i zainteresował się botaniką. Wiele podróżował po Langwedocji, Prowansji, Alpach i Pirenejach.
Z powodu swojej wiary miał trudności z wykonywaniem zawodu i zmienił wiarę na katolicyzm. W 1694 przyjął stanowisko nauczyciela medycyny i botaniki, a w 1696 kierownictwo królewskiego ogrodu botanicznego w Montpellier. W 1706 był jednym z założycieli Królewskiego Towarzystwa Naukowego w Montpellier (Société Royale des Sciences de Montpellier). Trzy lata później został członkiem Paryskiej Akademii Nauk. Zasłużył się dla uporządkowania systematyki roślin. Korespondował z wieloma ówczesnymi botanikami, m.in. Johnem Rayem z Wielkiej Brytanii. Do jego najbardziej znanych uczniów zaliczał się Antoine de Jussieu.

## Dzieła
- Botanicum Monspeliense, sive Plantarum circa Monspelium nascentium index, Lyon 1676.
- Botanicum Monspeliense, sive Plantarum..., Montpellier 1686.
- Prodromus historiae generalis plantarum..., Montpellier 1689.
- Hortus regius Monspeliense, sive Catalogus..., Montpellier 1697.
- Novus caracter [sic] plantarum, in duo tractatus divisus...' Montpellier 1720. (wyd. pośmiertne).